# Cheiracanthium mordax
Cheiracanthium mordax is een spinnensoort uit de familie Cheiracanthiidae.
De wetenschappelijke naam van de soort werd in 1866 gepubliceerd door Ludwig Carl Christian Koch.